# El sueño de la razón
El sueño de la razón és una obra de teatre de Antonio Buero Vallejo, estrenada en 1970. El títol és una referència al gravat El son de la raó produeix monstres.

## Argument
Ambientada en el Madrid de 1823, l'obra se centra en els últims anys de vida del pintor Francisco de Goya, les seves limitacions provocades per la sordesa i les seves relacions amb el seu amant Leocadia. A través de la sordesa d'aquest personatge —de nou una tara física—, Buero simbolitza la incapacitat d'alguns per a sentir el sentit de la realitat.

## Representacions destacades
- Teatro Reina Victoria, Madrid, 7 de febrer de 1970. (Estrena).
  - Intèrprets: José Bódalo, María Asquerino, Miguel Ángel, Antonio Queipo, Ricardo Alpuente, Antonio Puga.[2][3]
- Compañía Dramática Española, Valladolid, 23 de setembre de 1975.[4]
  - Director: José Osuna.
  - Intèrprets: José María Prada, Queta Claver.
- Centro Dramático Nacional, Madrid, 1994.
  - Intèrprets: Juan Gadea, Lluís Fornés, Manuel de Blas, Marina Saura, Carmen Belloch.
- Teatro Español, Madrid, 9 de juny de 2023[5]
  - Director: José Carlos Plaza
  - Intèrprets: Ana Fernández (Leocadia), María Heredia (Emiliana, Gata), Chema León (El Rey, Sargento), Carlos Martínez-Abarca (Arrieta), Montse Peidro (Gumersinda).